# Efraim

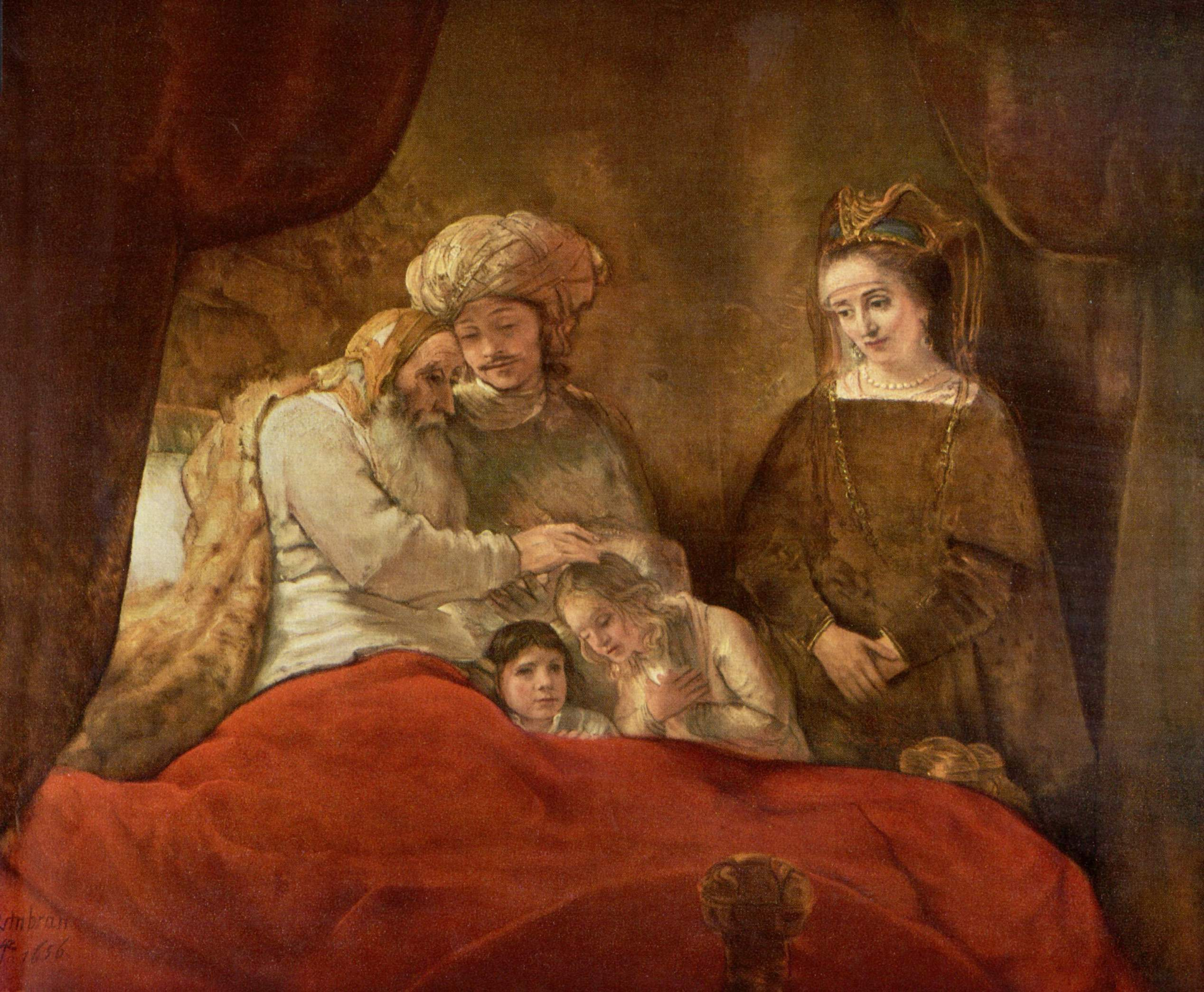
„Iacob binecuvântând fii lui Iosif” de Rembrandt, 1656. Geneza cap. 48 descrie cum Iacob binecuvântează pe Efraim și pe Manase.

Efraim este (conform Genezei), al doilea fiu a Iosif, nepot al lui Iacob, care ar fi fondat (după unele interpretări) unul din cele douăprezece triburile israelite biblice.
În Cartea Numeri sunt menționați trei fii a lui Efraim: Șutelah, Beker și Tahan.
În Geneză numele Efraim este asociat cuvântului ebraic „roditor” (referindu-se la abilitatea lui Iosif de a produce copii).